# Carex matsumurae
Carex matsumurae är en halvgräsart som beskrevs av Adrien René Franchet. Carex matsumurae ingår i släktet starrar, och familjen halvgräs. Inga underarter finns listade i Catalogue of Life.